# Roy Geiger
Roy Stanley Geiger (25 de janeiro de 1885 – 23 de janeiro de 1947) foi um general do Corpo de Fuzileiros Navais dos Estados Unidos que, durante a Segunda Guerra Mundial, se tornou o primeiro fuzileiro americano a liderar uma unidade do Exército. Geiger também comandou o III Corpo Expedicionário durante a batalha de Okinawa, onde assumiu a liderança do 10º Exército após a morte do tenente-general Simon Bolivar Buckner. Ele os liderou até ser substituido pelo general Joseph Stilwell.